# جونغ أون جي
جونغ إيون جي (الهانغول: 정은지؛ ولدت جونغ إيون جي في 18 أغسطس، 1993),
وهي مغنية , راقصة , ممثلة ولقد شاركت في عدة مسلسلات بدور البطلة منهم . اجيبيني 1997 و الشتاء العاصف و محبي الموسيقى أو مايعرف ايضع بعشاق التروت وابتهجي ايتها الوقحة أو هيا هيا ابتهجي و عارضة أزياء ,
و هي المغنية الرئيسية وراقصة من مجموعة الفتيات الكورية اي بينك التي أنشأتها شركة كيوب إنترتينمنت .

## السيرة الذاتية
ولدت جونغ إيون جي ب اسم جونغ هي ريم في هايونداي، بوسان، في 18 أغسطس 1993. ولديها شقيق أصغر اسمه جونغ مين كي. 
حضرت حضانة Kapdo، مدرسة شين جاي الابتدائية، مدرسة الإعدادية Jaesong للبنات، وHyehwa المدرسة ثانوية للبنات، وفي عام 2004 فازت جونغ على الجائزة الأولى في برنامج يوم متحمس يوم ممتع (الكورية: 신나는 날 즐거운 날) استضافته شبكة KBS.
كان حلمها أن تصبح مدرب صوتي، ولكن أتتها فرصة بأن تصبح الصوت الرئيسي في فرقة اي بينك، فانتهزت الفرصة وأصبحت الآن مغنية.
لأن جونغ إيون جي وُلدت في بوسان، هي تتكلم بلهجة بوسان، كانت تعتقد أن اللهجة ستصبح عائقاً لها في مسيرتها الغنائية وحاولت بالتحدث بلهجة سيؤول ولكنها فشلت بهذا القرار، في النهاية لهجة بوسان لم تصبح عائقاً بل عكس ذلك. 

## أعمالها

### مسلسلات تلفزيونية
| عام  | عنوان              | الدور                            | قناة البث   | ملاحظات         |
| ---- | ------------------ | -------------------------------- | ----------- | --------------- |
| 2012 | ريبلاي 1997        | سونغ شي وون                      | تي في إن    |                 |
| 2013 | الشتاء العاصف      | مون هي سون                       | اس بي سي    |                 |
| 2013 | ريبلاي 1994        | ظهور (الحلقات من 16 إلى 17 و 21) | تي في ان    |                 |
| 2014 | عشاق الموسيقى      | تشوي تشون هي                     | كي بي إس 2  |                 |
| 2015 | ابتهج!             | كانغ يون دو                      | كي بي إس 2  |                 |
| 2017 | المنبوذين          | سيو يي را                        | جي تي بي سي |                 |
| 2020 | متجر سيت بيول      | صديقة داي هيون السابقة           | اس بي اس    | ظهور (الحلقة 1) |
| 2022 | أعمى               | جو اون جي                        | تي في ان    |                 |
| 2024 | آنسة الليل والنهار | لي مي جين                        | جي تي بي سي |                 |

### سلسلة ويب
| عام  | عنوان                        | الشبكة | الدور       | المرجع. |
| ---- | ---------------------------- | ------ | ----------- | ------- |
| 2021 | العمل في وقت لاحق، اشرب الآن | تيفينج | كانغ جي جوو | [ 5 ]   |

### ديسكغرفي
| السنة | العنوان                     | الأغنية                        | الفنان                                        | المبيعات (عدد التحميلات) |
| ----- | --------------------------- | ------------------------------ | --------------------------------------------- | ------------------------ |
| 2012  | A Cube For Season #Green    | "Love Day"                     | إيون جي مع يانغ يو سوب                        | 1,604,167+               |
| 2012  | Reply 1997 OST              | "All For You"                  | إيون جي مع سيو إن قوك                         | 2,499,273+ (فقط في 2012) |
| 2012  | Reply 1997 OST              | "Just The Way We Love"         | إيون جي مع سيو إن قوك                         | 1,428,802+               |
| 2013  | A Cube for Season #White    | "A Year Ago"                   | إيون جي مع كيم نام جو و جانغ هيون سيونغ       | 300,616+                 |
| 2013  | A Cube for Season #Blue     | "Short Hair"                   | إيون جي مع هاه غاك                            | 1,207,766+               |
| 2013  | Little Giant                | "Know We're Going to Break Up" | إيون جي مع هاه غاك                            | 192,124+                 |
| 2013  |                             | "Fanta Time"                   | إيون جي مع لي كانغ سو و نايل من فرقة تين توب' | -                        |
| 2013  | Barefooted Friend OST       | "One Minute Ago"               | إيون جي مع كانغ هو دونغ                       | -                        |
| 2014  | Three Days OST              | "It's You"                     | فردي                                          | 417,438+                 |
| 2014  | A Cube for Season #Sky-Blue | "Break Up To Make Up"          | إيون جي مع هاه غاك                            | 397,382+                 |

## المسرحيات التي مثلت بها
| السنة       | اسم المسرحية   | الدور      |
| ----------- | -------------- | ---------- |
| 2012 - 2013 | Legally Blonde | Elle woods |
| 2014        | Full House     | هان جي-أون |

## روابط خارجية
- جونغ أون جي على موقع IMDb (الإنجليزية)
- جونغ أون جي على موقع ميوزك برينز (الإنجليزية)
- جونغ أون جي على موقع ديسكوغز (الإنجليزية)
- جونغ أون جي على موقع قاعدة بيانات الفيلم (الإنجليزية)